# Rise (álbum de Skillet)
Rise es el octavo álbum de estudio de la banda de rock Skillet, el cual fue lanzado el 25 de junio del 2013. "Rise" es el segundo álbum de estudio consecutivo de Skillet producido por Howard Benson después de Awake, y fue grabado en Los Ángeles, California.

## Sencillos
Hasta la fecha Skillet ha lanzado cuatro sencillos de Rise.
El primer sencillo del álbum es "Sick Of It". El nombre de la canción significa "Harto de Esto", y alude al cansancio que la banda siente hacia algunos aspectos de la vida social. "Sick of It" fue lanzado el 9 de abril, y vendiendo 21.000 copias digitales en iTunes en su primera semana manteniéndose en el primer puesto. También obtuvo su puesto número 1 en el rock cristiano, además de debutar en el puesto número 25 en la lista Mainstream Active Rock, para luego subir al puesto número 15. La canción fue estrenada con un vídeo que muestra fotos enviadas por los fanes a través de Instagram con letreros diciendo cosas de las cuales estén hartos. El vídeo musical para "Sick Of It" fue lanzado 6 de junio por de Revolver Magazine y Guitar World. En el vídeo se ve a la banda tocando en una plataforma rodeada por muchas personas y muestra la historia de dos personas siendo libres de aspectos de su vida de los que están hartos.
El segundo sencillo, lanzado el 16 de abril, fue "American Noise", una balada que expresa el mensaje de hacer una diferencia y usar nuestra voz en medio de la presión social que hay en el mundo cotidiano. Fue la canción más agregada al CHR de la semana y también alcanzó el puesto #1 en iTunes Store, y se ha mantenido en el primer puesto en el rock cristiano por 6 semanas consecutivas. Para "American Noise" se hizo un vídeo lírico que muestra a la niña todas las obras de arte del álbum escribiendo la letra de la canción. El vídeo musical de esta canción fue estrenado el miércoles 3 de julio.
La canción que le da nombre al álbum, "Rise", fue lanzada como el tercer sencillo. Fue estrenada por la página Loudwire el lunes 13 de mayo y lanzada al día siguiente. Esta alcanzó el segundo puesto en la tienda de iTunes. La banda sacó un vídeo de esta canción, la cual muestra un grupo de niños, incluida la niña protagonista del álbum, siendo atacados con armas y bombas que representan aspectos negativos de la vida, peleando contra un ejército, y básicamente levantándose en una revolución por la esperanza y la fe. Este vídeo es usado por la banda para sus conciertos mientras tocan "Rise"
El cuarto sencillo fue "Not Gonna Die" y fue estrenado el 10 de junio en USA Today y lanzado el 11 de junio. Para esta canción se lanzó un vídeo lírico donde se muestra a la niña protagonista huyendo de un monstruo de seis cabezas, ayudada por un león, que juntos logran vencer al monstruo después de que este los haya atacado constantemente.

## Recepción Crítica
New Release Tuesday, con Doug Van Pelt indica en critica que "Rise es un logro que vale la pena la espera, y promete poner el listón alto en el género del rock and roll para los años que vienen." Además evalúa que "A pesar de ser el álbum de Skillet más unificado temáticamente, también podría ser su oferta más diversa y musicalmente compleja."
En CCM Magazine, Matt Conner dijo que "los fanes podrían no apreciar algunos de los sabores nuevos", sin embargo, evocó que "Skillet se niega a descansar en sus laureles".
Jesus Freak Hideout dijo que "Rise tiene suficiente atractivo para mantener a los nuevos fanes enganchados y Panheads levemente intrigados, y los fanes del rock en todos los ámbitos querrán darle al menos un giro cuando sea lanzado este mes de junio."
HM Magazine con una crítica dura dijo que "Rise es un álbum de rock que ayuda a revivir a la banda después de el mediocre Awake, sin embargo, es todavía incapaz de elevarse por encima del sonido impresionantemente único Skillet perfeccionado durante sus años de clásicos."
Por otra parte, Hellhound Music en su crítica nos dice que "Rise muestra definitivamente otra dimensión de la banda y tiene un gran mensaje oculto en cada canción."
The Underground dice que "Skillet trabajó duro en Rise. Se nota en la energía y la musicalidad del álbum. Este álbum suena moderno y fresco. No sólo va a seguir siendo relevante en los próximos años, pero también va a señalan a los que se sienten marginados y están tratando de llegar a un acuerdo con las iniquidades que forman parte de la vida de Cristo, mientras que ayuda a sentirse una catarsis apropiada."
Reggie Edwards de The Front Row Report dijo, "Rise es el álbum más fuerte de Skillet y va a encontrar su camino en los reproductores de música de fanes cristianos y seculares por igual. Rise es uno de los mejores discos de rock que se estrenarán este año."
Melinda Newman, de Hitfix, lo describe diciendo, "Cada nota se siente como que está ahí para transmitir una emoción y hay un sentido laudable de la intensidad en el momento"
Kim Jones de About.com alaba a la producción diciendo, "Skillet realmente se levantó por encima de la norma y sus proyectos anteriores con Rise," declara Kim Jones de '. "Cada canción es una obra maestra en sí misma...Rise es EL álbum de 2013."
"Rise es un mejor álbum que Awake," declara Chad Rowan de Loudwire. "La escritura de canciones tiene más profundidad, hay diversidad agregada, el concepto y la letra es interesante y edificante...hay mucho potencial de éxitos como "Sick Of It". Los fanes actuales de Skillet encontrarán mucho que les va gustar, y los nuevos fanes estarán atraídos por el álbum también."
Midwest Music Scene dice que "Esto tiene todos los mejores elementos de la banda en un mismo disco. Parece que Skillet tiene otro disco de platino en sus manos."
Brian Mansfield del periódico de más circulación en los Estados Unidos, USA Today dice, "En su octavo álbum, la banda empuja sus límites musicales con una historia de la mayoría de edad que comienza en un mundo que parece irremediablemente roto."

## Lista de canciones
| N.º | Título                | Escritor(es)                                 | Duración |  |
| 1.  | «Rise»                | John L. Cooper, Jen Ledger                   | 4:20     |  |
| 2.  | «Sick of It»          | John L. Cooper,                              | 3:11     |  |
| 3.  | «Good to be Alive»    | John L. Cooper, Zach Malloy, Tom Douglas     | 4:59     |  |
| 4.  | «Not Gonna Die»       | John L. Cooper, Jen Ledger                   | 3:45     |  |
| 5.  | «Circus for a Psycho» | John L. Cooper                               | 4:31     |  |
| 6.  | «American Noise»      | John L. Cooper, Zach Malloy, Tom Douglas     | 4:09     |  |
| 7.  | «Madness In Me»       | John L. Cooper, David Hodges, Brian Howes    | 4:17     |  |
| 8.  | «Salvation»           | John L. Cooper, Jen Ledger                   | 3:45     |  |
| 9.  | «Fire and Fury»       | John L. Cooper, Jen Ledger                   | 3:56     |  |
| 10. | «My Religion»         | John L. Cooper, Korey Cooper                 | 4:12     |  |
| 11. | «Hard to Find»        | John L. Cooper, David Howes, Joshua Hartzler | 3:48     |  |
| 12. | «What I Believe»      | John L. Cooper, Jen Ledger                   | 3:19     |  |

| Edición de Lujo |                         |                              |          |  |
| N.º             | Título                  | Escritor(es)                 | Duración |  |
| 13.             | «Battle Cry»            | John L. Cooper, Korey Cooper | 3:46     |  |
| 14.             | «Everything Goes Black» | John L. Cooper, Jen Ledger   | 4:27     |  |
| 15.             | «Freakshow»             | John L. Cooper, Korey Cooper | 4:39     |  |

| Awake & Live DVD |                                           |          |  |
| N.º              | Título                                    | Duración |  |
| 1.               | «Whispers In The Dark»                    |          |  |
| 2.               | «Behind the Scenes 1 (Detrás de Escenas)» |          |  |
| 3.               | «Comatose»                                |          |  |
| 4.               | «Awake & Alive»                           |          |  |
| 5.               | «Those Nights»                            |          |  |
| 6.               | «Behind the Scenes 2 (Detrás de Escenas)» |          |  |
| 7.               | «Hero»                                    |          |  |
| 8.               | «The Last Night»                          |          |  |
| 9.               | «Lucy»                                    |          |  |
| 10.              | «Behind the Scenes 3 (Detrás de Escenas)» |          |  |
| 11.              | «Monster»                                 |          |  |
| 12.              | «Rebirthing»                              |          |  |
| 13.              | «Bonus Features: The Making Of Rise»      |          |  |